# Paralía Dionysíou
Paralía Dionysíou (Paralia Dionysiou) är en ort i Grekland.   Den ligger i prefekturen Chalkidike och regionen Mellersta Makedonien, i den nordöstra delen av landet, 260 km norr om huvudstaden Aten. Paralía Dionysíou ligger 5 meter över havet och antalet invånare är 681.
Terrängen runt Paralía Dionysíou är platt. Havet är nära Paralía Dionysíou åt sydväst. Närmaste större samhälle är Néa Moudhaniá, 3,1 km öster om Paralía Dionysíou. Trakten runt Paralía Dionysíou består till största delen av jordbruksmark.